# 錢鳳墀
錢鳳墀（1559年—？），字對父，號泰宇，浙江台州府臨海縣民籍，明朝人物。

## 生平
习《春秋》，府學廪膳生。萬曆十九年（1591年）中式辛卯科浙江鄉試第五十八名舉人。

## 家族
曾祖錢淮，贈同知；祖錢楞，襄陽府同知；父錢灼。母林氏。永感下。弟鳳臺、鳳埒。